# 공보경
공보경은 대한민국의 영어 번역가이다. 고려대학교 영어영문학과를 졸업했다. 메이즈 러너 시리즈와 《테메레르》, 《더크 젠틀리의 성스러운 탐정사무소》 등을 번역했다.

## 저작
- 다시 한 번 리플레이(켄 그림우드, 노블마인)
- 더크 젠틀리의 성스러운 탐정사무소(더글러스 애덤스, 이덴슬리벨)
- 로즈메리의 아기(아이라 레빈, 황금가지)
- 사이버 스톰(매튜 매서, 황금가지)
- 순수(조너선 프랜즌, 은행나무)
- 스트레인저(할런 코벤, 문학수첩)
- 메이즈 러너 시리즈(제임스 대시너, 문학수첩)
  - 메이즈 러너
  - 스코치 트라이얼
  - 데스 큐어
  - 킬 오더
  - 피버 코드
- 아크라 문서(파올로 코엘료, 문학동네)
- 테메레르 1~8(나오미 노빅, 노블마인)
- 패션 오브 크라이시스(앤 캐서린 에머리치, 집사재)
- 하이-라이즈(J. G. 밸러드, 문학수첩)
- 바람의 이름 (패트릭 로스퍼스, 서울문화사)